# Coupe d'Allemagne féminine de football 1995-1996
Navigation
Édition précédente Édition suivante
Le DFB-Pokal Frauen 1995-1996 est la seizième édition de la Coupe d'Allemagne féminine.
Il s'agit d'une compétition à élimination directe ouverte aux vainqueurs des coupes de chaque fédération régionale et des clubs de la  Bundesliga féminine. Elle est organisée par la Fédération allemande de football (DFB).
La finale a lieu le 25 mai 1996 au stade olympique de Berlin. Le FSV Francfort remporte sa cinquième Coupe d'Allemagne.

## Format
Les équipes participantes sont les vainqueurs des coupes des fédérations régionales et toutes les équipes ayant participé à la Bundesliga féminine en 1994-1995, soit 20 équipes, et les promus pour la saison 1994-1995 (trois équipes).
La compétition commence avec les 32e de finale qui se jouent sur un match, en cas d'égalité une séance de tirs au but a lieu. 
La finale se joue le 25 mai 1996 en lever de rideau de la finale masculine.

## Demi-finales
Les matchs se jouent le 6 et le 7 avril 1996.
| Equipe 1          | Equipe 2               | Score             |
| ----------------- | ---------------------- | ----------------- |
| FSV Francfort     | FC Rumeln-Kaldenhausen | 2 - 0             |
| SC Klinge Seckach | TSV Siegen             | 2 - 2 (tab 4 - 3) |

## Finale
| 25 mai 1996 | FSV Francfort | 2 - 1   | SC Klinge Seckach | Stade olympique de Berlin, Berlin |                      |
|             |               | (1 - 1) |                   | Spectateurs : 40 000              | Spectateurs : 40 000 |

- Le FSV Francfort remporte sa cinquième Coupe d'Allemagne, cette finale féminine est la première entièrement télévisée[2].